# Abdoulaye Diori Kadidiatou Ly
Pour les articles homonymes, voir Ly.
Abdoulaye Diori Kadidiatou Ly (née le 5 mars 1952 et décédée le 12 décembre 2020) est une juriste nigérienne, présidente de la Cour constitutionnelle du Niger, occupant ce poste depuis 2013.

## Enfance, éducation et fonctions
Née le 05 mars 1952 à Niamey, d'un père instituteur, ancien Directeur de L' école nationale d'administration (ENA) et Secrétaire Général du Gouvernement pendant la première République, madame Abdoulaye Diori Kadidiatou Ly a d'abord travaillé comme sage-femme. Elle décide ensuite de poursuivre ses études supérieures, d'abord en s'inscrivant à des cours du soir qui lui ont permis d'obtenir son baccalauréat, puis elle s'inscrit à l'université de Niamey où elle obtient une licence puis une maîtrise en droit public.
De janvier 1988 à octobre 1989, elle occupe la fonction de Directrice adjointe de la santé maternelle et infantile au Ministère de la Santé publique.
En 1990, elle obtient un diplôme d'études supérieures spécialisées en droit de la santé à l'université de Paris XI.
De mars 1995 à février 1996, elle occupe le poste de Conseillère technique au ministère de la santé publique.
De février 1996 à août 1996, elle occupe la fonction de Secrétaire générale du gouvernement
De février 2004 à septembre 2006, membre du Secrétariat Permanent de la Stratégie de Réduction de la Pauvreté (SRP) chargée des questions institutionnelles au Cabinet du Premier Ministre
En 2005, elle obtient un doctorat en droit public de l'université Paris XI (faculté Jean Monnet à Sceaux). Sa thèse porte sur le travail gouvernemental et parlementaire au Niger.
Elle était également très active dans les organisations de défense des droits des femmes dont L'association nigérienne pour le bien être familial (ANBEF) et membre de l'association des femmes juristes du Niger (AFJN).
Salou Djibo, chef d'État de la transition sous le régime militaire du Conseil suprême pour la restauration de la démocratie, a nommé Abdoulaye Diori Kadidiatou Ly en 2010 comme représentante des organisations de défense des droits de l'homme à la cour constitutionnelle de transition de sept membres présidée par le juge Salifou Fatimata Bazeye. Le président Mahamadou Issoufou l'a proposé comme représentante à la Cour constitutionnelle en 2013, dont elle a été élue présidente la même année.
Elle est la deuxième femme nigérienne à occuper le poste de présidente de la Cour constitutionnelle du Niger (la première étant Salifou Fatimata Bazeye.

## Vie privée
Elle était mariée à l'homme d'affaires et homme politique Abdoulaye Hamani Diori (en), décédé en 2011 et fils d'Hamani Diori, premier président du Niger. Le couple a eu quatre enfants.